# اگوست رودن
اُگوست رودَن (به فرانسوی: Auguste Rodin) (زادهٔ ۱۲ نوامبر ۱۸۴۰ – درگذشتهٔ ۱۷ نوامبر ۱۹۱۷) با نام اصلی فرانسوا-اُگوست-رُنه رودَن، هنرمند فرانسوی بود. شهرت وی بیشتر مرهون مجسمه‌های اوست.
از تندیسهای معروفِ ساختهٔ او، می‌توان به اندیشه‌گر اشاره کرد.

## زندگی
او فرزند دوم ژان باپتیست رودن و ماری شفر بود. او علاقهٔ زیادی به نقاشی داشت بنابراین وارد مدرسهٔ شاهنشاهی طراحی  که یک مدرسه دولتی هنر و طراحی بود، شد. گرچه وی در ۱۷ سالگی برنده دو جایزهٔ نقاشی و طراحی شده بود، موفق به پذیرش در مدرسهٔ هنرهای زیبا نشده و ۳ بار در آزمون ورودی مردود شد.

## مجسمه‌سازی رودن

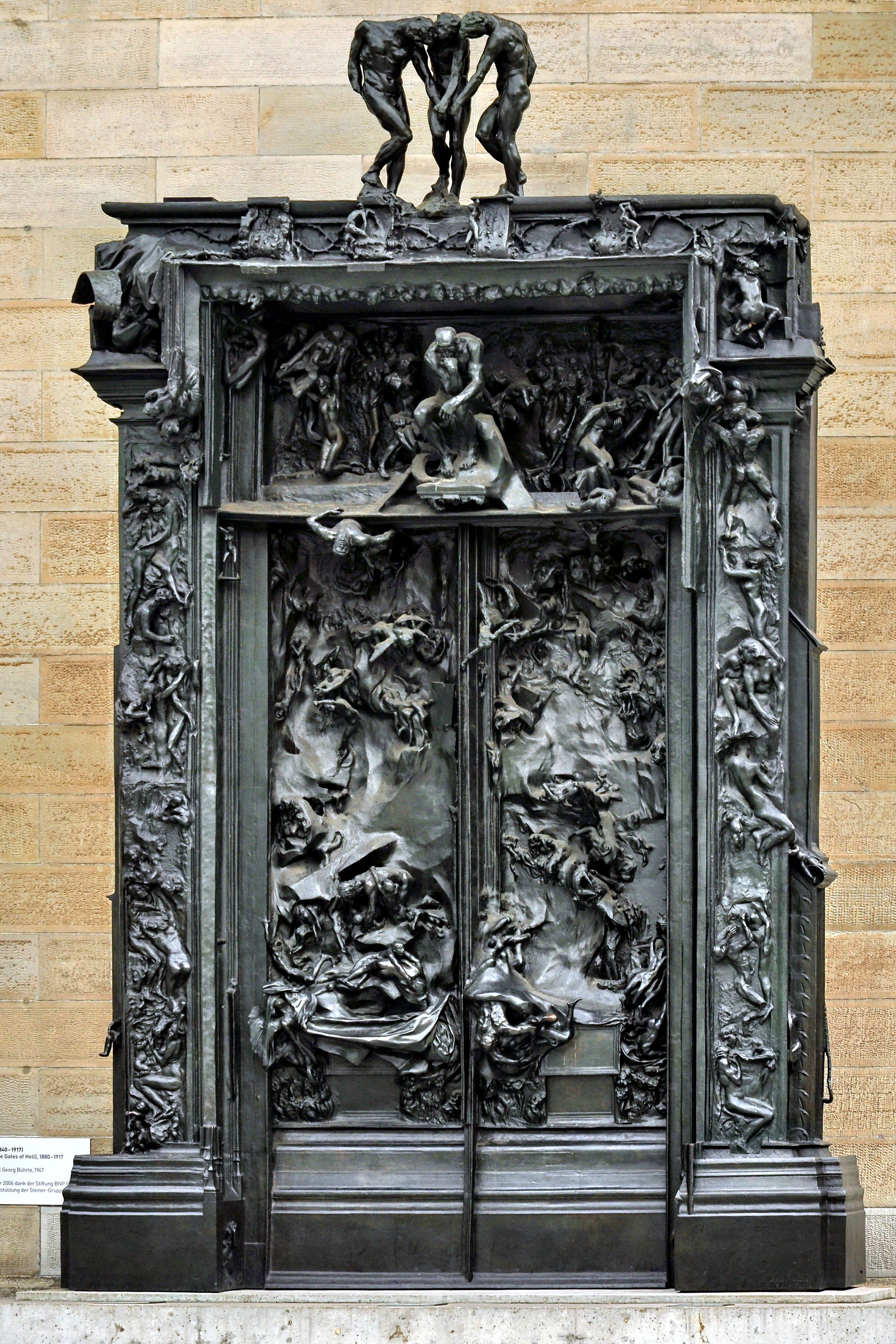
دروازه‌های جهنم (کل سازه)۱۹۰۰–۱۸۰۰ میلادی. گچ. ۵۵۲×۴۰۰×۹۴ سانتی‌متر، کونستهاوس زوریخ

کشش سمبولیست‌ها به نفوذ کردن و نشان دادن ذات و جوهرهٔ هستی، در مجسمه‌سازی اُگوست رودن نیز نمود پیدا کرده بود. تأثیرگذارترین مجسمه‌ساز اواخر قرن نوزده که به تنهایی پایه‌گذار مجسمه‌سازی قرن بیستمی شد، رودن بود. کار او تدریجاً شروع شد. او در مدرسهٔ هنرهای زیبا پذیرفته نشد و مجبور شد به پتی اکل برود که مخصوص هنرهای تزئینی بود. اولین بخت او در سال ۱۸۸۰ بود که سفارش مهمی به او داده شد که درهای برنزی برای یک موزهٔ جدید هنرهای تزیینی طراحی کند. اگرچه پروژه در نهایت به جایی نرسید، اما رودن کار کردن بر روی آن را تقریباً تا هنگام مرگش ادامه داد.
درهای بزرگ ۵متری که دروازه‌های دوزخ نامیده می‌شد الهام گرفته از مجموعهٔ گل‌های بدی بودلر و دوزخ کمدی الهی دانته و متفکری که در سینهٔ سنتوری نشسته و به صحنهٔ هراس‌انگیز و درهم و برهم پایین نگاه می‌کند، دانته است. در اصل درها، استعاره‌ای است از پوچی زندگی، ناتوانی از ارضای امیال عمیق مهار نشدنی، که تقدیر گناهکاران در مجلس دوم جهنم دانته است، مجلسی که رودن را بیش از هرکس مشغول ساخته‌است. این جهان بعد از فروپاشی است، دنیای مصائب ابدی و آدم و حوا هم در بین افراد شکنجه شده هستند. با وجود تلاش‌های رودن برای پروژه ی، ریخته‌گری دروازه‌ها در دوران حیات او انجام نشد.
رودن از اجزای دروازه‌ها، مجسمه‌هایی مستقل ساخت که شامل مرد متفکر و سه سایه-گروهی که بالای دروازه‌ها نصب شدند که در واقع یک نفر است که در سه موقعیت مختلف قرار دارد. اگرچه پیکره‌های او بر اساس مدل‌های آشنایی هستند، برای مثال، متفکر او آثار میکل آنژ هنرمند مورد علاقهٔ او را به یاد می‌آورند، اما یک ویژگی اندام‌وار و غریب را ایجاد می‌کنند. رودن ترجیح می‌داد شکل بسازد نه اینکه حکاکی کند و بیشتر روی گچ یا سفال کار می‌کرد و بعد با برنز آن را می‌پوشاند.
می‌بینیم که چگونه رودن با دستانش روی گچ شکا پذیر کار می‌کند تا آن را مواج کند. اشکال او به جای آنکه صاف باشند، تعمداً ناصاف و مواجند، بر عکس کانوا که سنگ مرمرهای او به صافی و لطافت زیبایی می‌رسد. با رودن از چگونگی خلق شکل‌ها احساس آگاهی می‌کنیم گویی که داریم خدا را حین خلق آدم از گل می‌بینیم. این ویژگی آغازین با برهنگی پیکره‌هایش تقویت می‌شود، که بیشتر یک ابزار برای نشان دادن پیکری ابتدایی است تا یک ارجاع کلاسیک؛ پیکره‌ای که تا نهایت انسانیتش عریان شده‌است تا ترس‌ها و دشواری‌های ازلی را نشان دهد.

## در هم شکستن ذهنیت کلاسیک فرم و زیبایی ایدئال
رودن در راه بیان منظورش ابایی از کج و معوج کردن پیکره‌هایش نداشت و با این کار ذهنیت کلاسیک فرم و زیبایی ایدئال را در هم شکست. به عنوان مثال به سایه‌ها بر فراز درهای دروازه‌ها نگاه کنید. ماهیچه‌ها در هم تنیدهٔ سبک میکل آنژی، کشیده و پیچیده شده و بیننده را هم‌زمان با فرمی آشنا و ناآشنا روبرو می‌کند. این پیام رسانای ماورایی از قبرها برخاسته‌اند و اکنون پیام تاریکی ابدی بشریت زیر خاک را بیان می‌کنند. این تغییر شکل را حتی می‌توان در مرد متفکر به صورت ملایم تر دید. در اینجا دستان و پاهای بزرگ نشان دهندهٔ وزن کمرشکنی است که بیانگر بار روانی وارد بر متفکر است و دست کشیده شده اش به شکل بی‌حسی بر زانویش افتاده و نشانگر بی تحرکی و سرگردانی است.
طرح‌های شکسته رودن نیز که بدن‌هایی بی دست یا دست‌هایی تنها هستند هر دو به همین اندازه بیانگرند. نه تنها جزء کل را بازنمایی می‌کند و جوهرهٔ آن را در بر می‌گیرد بلکه اجزای زائد را کنار می‌گذارد و روی جزئیات تکیه می‌کند. در مرد در حال راه رفتن که در سال ۱۸۷۸–۱۸۷۷ به عنوان مطالعات اولیه برای سن جان (یوحنای قدیس) آغاز کرد، نمونهٔ دیگری از این تغییر شکل را می‌بینیم. در اینجا نیز آناتومی از میکل آنژ الهام گرفته شده ولی بدن ناقص، مجسمه‌های کلاسیک آسیب دیده را به ذهن می‌آورد. با حذف سر، رودن دردسر صورت و آنچه در آن می‌گنجد مانند هویت یا روان‌شناسی را کنار زد و به او این امکان را داد که بر حرکت، خصوصاً حرکت روبه جلو تأکید کند. در نهایت رودن آن را به عنوان اثری مستقل شناخت و آن را قبل از ۱۸۸۸ با برنز ریخت و در همان زمان در گالری کوچک ژرژ در پاریس به نمایش گذاشت.

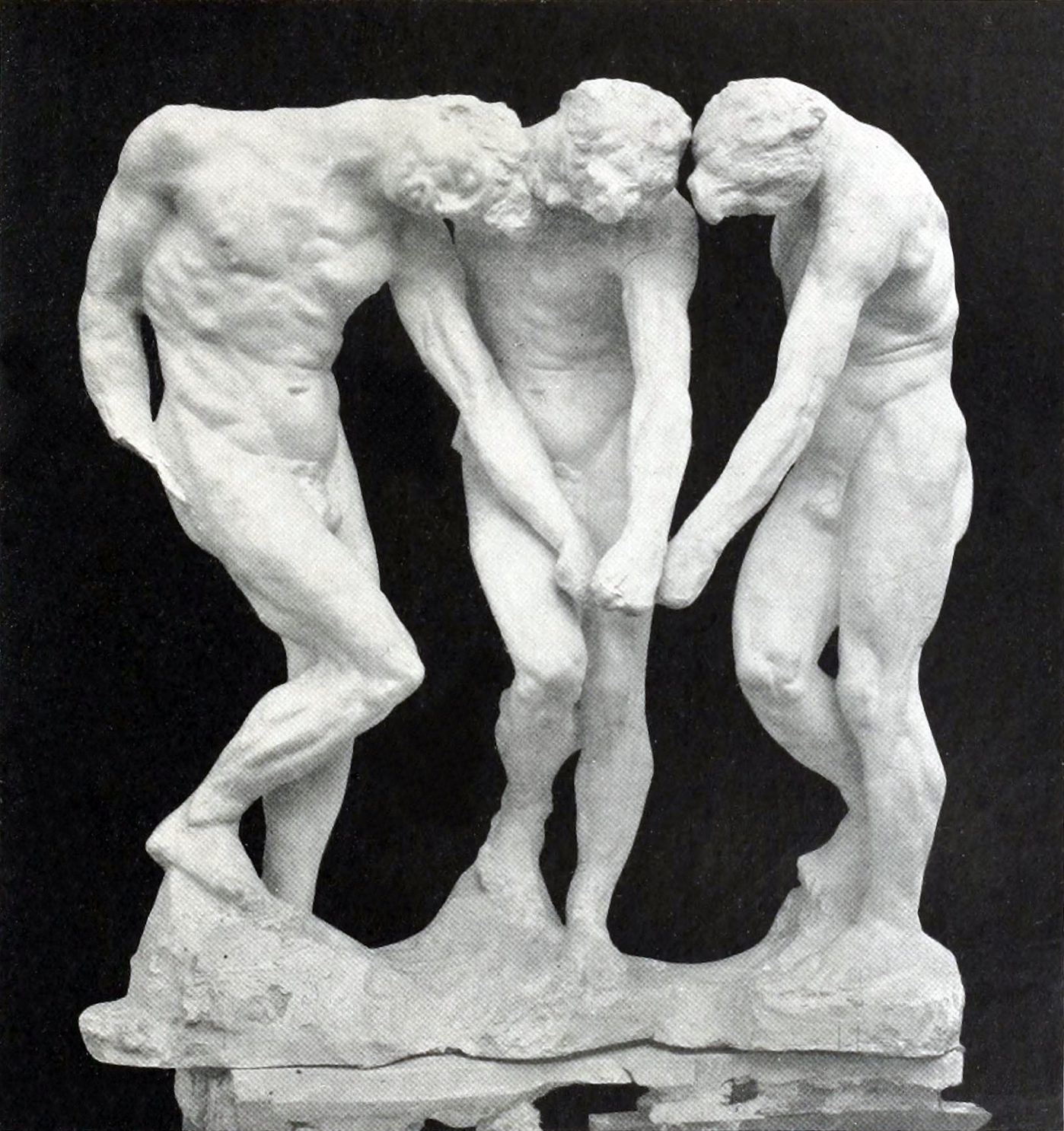
سه تندیس بالای دروازه جهنم

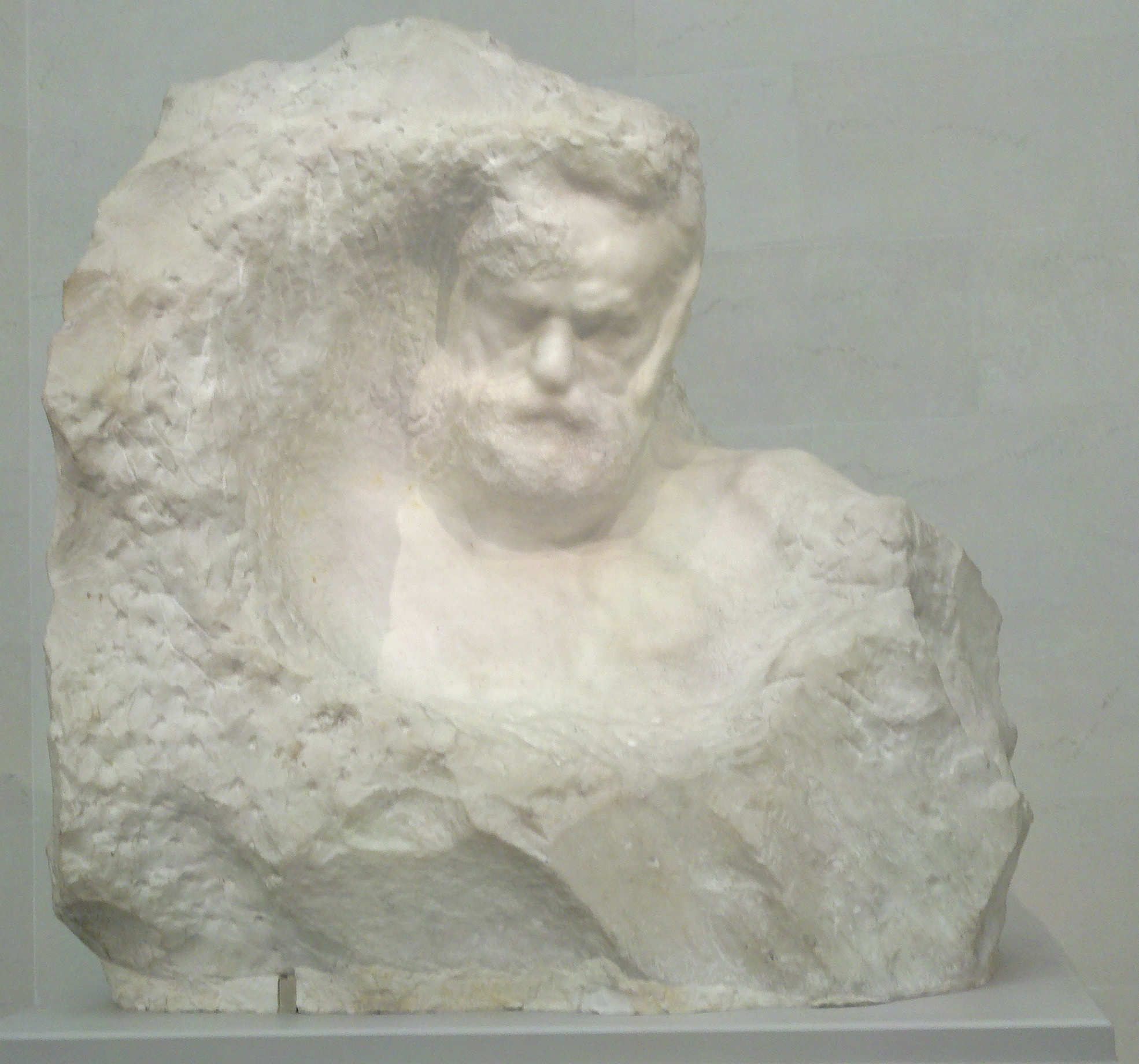
مجسمه مرمری ویکتور هوگو

## نقد اثر از دیدگاه روانشناسی

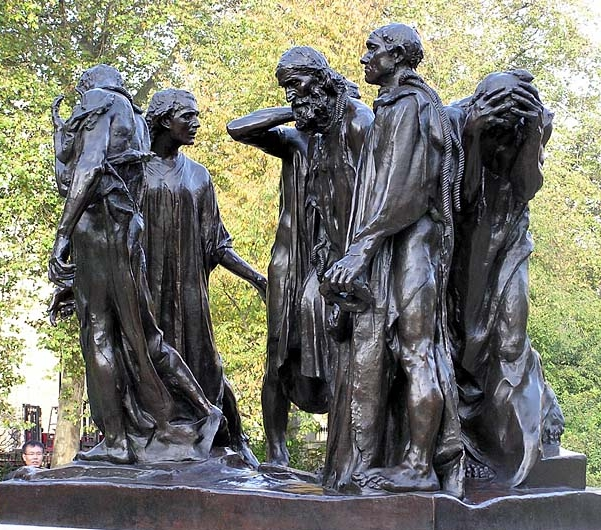
شهروندان کاله. ۱۸۸۹–۱۸۸۴میلادی. برنز. ۲/۱×۲/۴×۲متر. موزهٔ هیرشهورن. مؤسسهٔ اسمیتسونیان واشینگتن دی سی. هدیهٔ جوزف اچ. هیرشهورن۱۹۶۶.

تأکید رودن بر روانشناسی را می‌توان در شهروندان کاله دید، یادواره‌ای که توسط بزرگان شهر به یاد شش شهروندی که در جریان محاصرهٔ ۱۳۴۷ شهر توسط انگلیسی‌ها قبول کردند خود را فدا کنند، سفارش داده شد. در ازای اعدام شش شهروند، انگلیس‌ها قبول کردند محاصره را پایان داده و شهر و شهروندان را امان دهند. رودن داوطلبان را در لباس‌های کثیف و زبر و گونی وار نشان می‌دهد، در حالی که طناب‌هایی به شکل مار، آنهارا به سوی اسارت و مرگ می‌کشاند. (سرانجام آزاد شدند) به جای قهرمانان شجاع، او شش مرد را رو در روی مرگ به تصویر می‌کشد که در میان احساساتشان، ترس، پشیمانی، و نگرانی دیده می‌شود. آن‌ها گروهی متحد نیستند، بلکه توده‌ای به هم ریخته‌اند که هر کدام غرق در افکار خودشان هستند. دستان و پاهای بسیار بزرگ و بدن‌های خمیده و چهره‌های در هم رفته و بدشکل، آن‌ها را به انسان شبیه کرده‌است. رودن می‌خواست این یادواره بر روی زمین در میدان جلوی شهرداری قرار گیرد، طوری‌که به نظر برسد که دارند از این ساختمان برده می‌شوند و بینندگان با شهروندان داخل اثر در یک فضا قرار گیرند و در تجربهٔ تلخ آن‌ها سهیم شوند. این یادوارهٔ ننگین و بی پرده، شورای شهر را شرمسار کرد و آن‌ها آن را در مکانی دور افتاده و بر پایه‌ای بلند نصب کردند.

## رودن و سمبولیسم
به وضوح علاقهٔ رودن به ابراز ترس‌ها و احساسات بدوی او را به هدف سمبولیست‌ها برای نقب زدن به اعماق ذهن نزدیک می‌کند: درون مایهٔ مورد علاقه اش از ۱۸۶۴ شناخته شده‌است و او را می‌توان یک رمانتیک متأخر دانست، با وجود این آنچه او را یک سمبولیست می‌کند علاقه اش به فشار روانی وارد بر شخص توسط تمدن است. چه زمانی که مشغول تفحص در آثار ویرانگر جنگ است و چه وقتی در فشار احساسی تلاش خلاقانه کاوش می‌کند، رودن بر اثرات روانی زندگی مدرن تأکید می‌کند. توانایی او برای بیان شرایط روانی شدید از طریق فرم‌هایی که هم‌زمان آشنا و انتزاعی هستند رابطه اش را با سمبولیسم پررنگ می‌کند. در حالی که رمانتیک‌ها تشویق به عمل می‌کردند مثلاً در مورد جنگ برای استقلال یونان (۱۸۳۲–۱۸۲۱) سمبولیست‌ها طرفدار رابطه‌ای معقولانه و درون‌گرا با دنیا بودند. جنگ فرانسه-پروس(۱۸۷۱–۱۸۷۰) و وحشت کمون ۱۸۷۱ پاریس تجربهٔ ناراحت‌کننده‌ای بود برای آنان که طرفداران فعالیت مستقیم و مداخلهٔ سیاسی بودند. این درگیری درونی و مخفی بود که رودن، سمبولیست‌ها وعلم نوپای روانشناسی، قصد شناختن و شناساندن آن را داشتند و این درگیری درونی تا سال ۱۹۱۴ هنرمندان اروپایی را به خود مشغول کرد.